# 한정동
한정동(韓晶東 ; 1894년 ~ 1976년)은 한국의 아동문학가 및 동요작가이다. 평안남도 강서군에서 출생했으며, 평양고보를 졸업한 뒤 1925년 동아일보 신춘문예에 동요 〈따오기〉가 당선된 이후 많은 동요를 발표하였다. 신문 · 잡지 기자와 교사 생활을 하면서 작품 활동을 하였으며 동화도 썼다. 6.25 때 월남하였다. 1968년 고마우신 선생님 상을 받았다. 이듬해에 한정동 아동 문학상이 제정되었으며, 저서로 동요 동화집 《갈잎 피리》가 있다.